# Je voudrais un enfant
 (juillet 2025).
Pour plus de détails, voir Fiche technique et Distribution.
Je voudrais un enfant est un court métrage muet français réalisé par Max Linder en 1910.

## Résumé
Le jeune ménage Kalsourir tente d'avoir un héritier, sans y parvenir. Après trois ans d'échec, ils recourent à une méthode nouvelle inventée par le professeur Metchoukoff : « la génération spontanée ». Intrigués mais néanmoins impatients, ils prennent rendez-vous chez ce professeur. Après consultation, ils repartent avec une fiole d'un étrange liquide. Après avoir absorbé une cuillerée de ce breuvage, la femme met au monde une dizaine de nourrissons au grand désappointement du mari.

## Fiche technique
- Réalisation : Max Linder
- Collaboration technique : Lucien Gasnier
- Scénario : Max Linder et Lucien Boyer
- Société de production : Pathé frères
- Pays de production : France
- Format : Muet - Noir et blanc - 1,33:1 - 35 mm - Procédé cinématographique : sphérique
- Durée : 6 minutes et 22 secondes
- Métrage : 160 mètres
- Genre : Comédie
- Date de sortie : 
  - France : 8 avril 1910

## Distribution
- Max Linder : M. Kalsourir
- Jacques Vandenne : le docteur Metchoukoff

Reste de la distribution : 
- (La bonne du couple)
- (Mme Kalsourir)
- (La sage-femme)